# Jueces 12
Jueces 12 es el decimosegundo capítulo del Libro de los Jueces en el Antiguo Testamento o la Biblia hebrea. Según la tradición judía, el libro fue atribuido al profeta Samuel, pero los eruditos modernos lo consideran parte de la Tradición deuteronómica, que abarca los libros de Deuteronomio a 2 Reyes, atribuidos a escritores nacionalistas y devotos yahvistas durante la época del rey reformador de Judea Josías en el siglo VII a. C. Este capítulo registra las actividades de los Jueces bíblicos Jefté, Ibzán, Elón, y Abdón. perteneciente a una sección que comprende Jueces 6:1 a 16:31.

## Texto
Este capítulo fue escrito originalmente en hebreo bíblico. Está dividido en 15 Versículos.

### Testigos textuales
Algunos de los primeros manuscritos que contienen el texto de este capítulo en hebreo pertenecen a la tradición del Texto Masorético, que incluye el Códice de El Cairo (895), el Códice de Alepo (siglo X) y el Códice Leningradensis (1008).
Los manuscritos antiguos existentes de una traducción al griego koiné conocida como Septuaginta (originalmente se hizo en los últimos siglos a. C.) incluyen el Codex Vaticanus (B; {\displaystyle {\mathfrak {G}}}B; siglo IV) y Codex Alexandrinus (A; {\displaystyle {\mathfrak {G}}}A; siglo V). 

## Análisis
Un estudio lingüístico de Robert B. Chisholm revela que la parte central del Libro de los Jueces (Jueces 3:7-16:31) puede dividirse en dos paneles basados en los seis estribillos que afirman que los israelitas hicieron el mal a los ojos de Yahvé.
Panel Uno
A 3:7 ויעשו בני ישראל את הרע בעיני יהוה
Y los hijos de Israel hicieron lo malo ante los ojos del SEÑOR (KJV)
B 3:12 ויספו בני ישראל לעשות הרע בעיני יהוה
Y los hijos de Israel volvieron a hacer el mal otra vez ante los ojos del SEÑOR
B 4:1 ויספו בני ישראל לעשות הרע בעיני יהוה
Y los hijos de Israel volvieron a hacer el mal otra vez ante los ojos del SEÑOR
Panel Dos
A 6:1 ויעשו בני ישראל הרע בעיני יהוה
Y los hijos de Israel hicieron lo malo ante los ojos del SEÑOR
B 10:6 ויספו בני ישראל לעשות הרע בעיני יהוה
Y los hijos de Israel volvieron a hacer el mal otra vez ante los ojos del SEÑOR
B 13:1 ויספו בני ישראל לעשות הרע בעיני יהוה
Y los hijos de Israel hicieron el mal otra vez a los ojos del SEÑOR
Además, a partir de la evidencia lingüística, los verbos utilizados para describir la respuesta del Señor al pecado de Israel tienen patrones quísticos y pueden agruparse para ajustarse a la división anterior:
Primer panel
3:8 וימכרם, «y los vendió», de la raíz מָכַר, makar.
3:12 ויחזק, «y fortaleció», de la raíz חָזַק, khazaq.
4:2 וימכרם, «y los vendió», de la raíz מָכַר, makar.
Panel Dos
6:1 ויתנם, «y él les dio,» de la raíz נָתַן, nathan.
10:7 וימכרם, «y los vendió», de la raíz מָכַר, makar.
13:1 ויתנם, «y él les dio», de la raíz נָתַן, nathan.
Este capítulo contiene la Narrativa de Jefté, que puede dividirse en 5 episodios, cada uno con un diálogo distinto, de la siguiente manera:
| Episodios              | Versículos  | Diálogo                | Versículos |
| ---------------------- | ----------- | ---------------------- | ---------- |
| A.                     | 10:6-16     | Israel y Yahvé         | 10-15      |
| B. La amenaza amonita  | 10:17-11:11 | Los ancianos y Jefté   | 5-11       |
| C.                     | 11:12-28    | Jefté y el rey amonita | 12-28      |
| B'. La derrota amonita | 11:29-40    | Jefté y su hija        | 34-38      |
| A'.                    | 12:1-7      | Jefté y los efraimitas | 1-4a       |

## Jefat y los efraimitas (12:1-7)
Esta sección contiene el quinto (el último) episodio de la Narrativa de Jefté. Al igual que con Gedeón en Jueces 8:1-3, los efrainitas se quejaron de que no se les había pedido que se unieran a la batalla (para que también pudieran disfrutar del botín), pero esta vez terminó en una guerra civil, en la que los galaaditas, unificados por Jefté, tenían las de ganar. Los galaaditas utilizaban la pronunciación de la palabra hebrea Shibboleth para distinguir a los efraimitas, y así poder matarlos.

### Comentario a los versículos 1-7
La hija de Jefté, al conocer el voto realizado por su padre, le pidió un aplazamiento para poder «llorar su virginidad» (Jue 11,37). Esto refleja el profundo dolor de saber que moriría sin haber cumplido las aspiraciones fundamentales de una mujer israelita: casarse y tener descendencia. En la cultura de Israel, no llegar a ser esposa y madre era motivo de tristeza y vergüenza, ya que la maternidad se consideraba una forma de participar en las promesas de Dios al pueblo. El lamento de la hija de Jefté subraya la tragedia personal de su sacrificio, amplificando el dramatismo de un episodio que señala los riesgos de los votos precipitados y las consecuencias de decisiones imprudentes.

## Ibzan (12:8-10)
Ibzán sucedió a Jefté como juez durante siete años. Tuvo treinta hijos y treinta hijas, y cuando murió, fue enterrado en su ciudad natal, Belén, que no va seguida de «Efrata» ni de «Judá», por lo que podría tratarse de la Belén de Galilea en el territorio de la Zabulón (Josué 19:15). 

## Elon (12:11-12)
El décimo juez que sucedió a Ibzán fue Elón, de quien se dan muy pocos datos y sin hazañas históricas, aparte de que era de la tribu de Zabulón y que sucedió a Ibzán para juzgar a Israel durante diez años. Cuando murió, fue enterrado en Ajalón, en el territorio de Zabulón.

## Abdon (12:13-15)
Abdón sucedió a Elón, hijo de Hillel de Piratón de la tribu de Efraín, que tuvo cuarenta hijos y treinta nietos, y juzgó a Israel durante ocho años, restaurando el orden en la zona central de Israel tras la guerra civil en la que participaron Jefté y los galaaditas.